# Như Thụy
Như Thụy là một xã cũ thuộc huyện Sông Lô, tỉnh Vĩnh Phúc, Việt Nam.
Xã có diện tích 4,91 km², dân số năm 1999 là 3798 người, mật độ dân số đạt 774 người/km².